# فأر جيبي مريامي
فأر جيبي مريامي (الاسم العلمي: Perognathus merriami) هو نوع من الحيوانات يتبع جنس فأر جيبي حريري من فصيلة الغوفرية.
سمي هذا النوع نسبة إلى علم الحيوان الأمريكي كلنتون هارت ميريام (بالإنجليزية: Clinton Hart Merriam)‏.